# Auferstanden aus Ruinen
Auferstanden aus Ruinen (Risorti dalle rovine) fu l'inno nazionale della Repubblica Democratica Tedesca dal 1949 al 1990, l'anno della riunificazione delle due Germanie.

## Storia

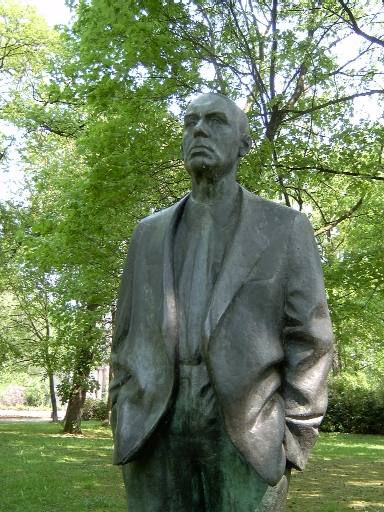
Statua in bronzo raffigurante Johannes Becher al Bürgerpark di Berlino-Pankow

È una poesia scritta da Johannes Robert Becher, esiliato quando ancora la Germania intera era sotto il governo di Adolf Hitler. Nel 1949, il Presidente della neonata Repubblica Democratica Tedesca, Wilhelm Pieck, decise di farne l'inno nazionale dello Stato socialista tedesco, e chiese di musicarlo al celebre compositore Hanns Eisler (1898-1962), già allievo del padre della dodecafonia Arnold Schönberg, nonché autore di numerosi brani delle commedie di Bertolt Brecht.
A seguito della dissoluzione della DDR, l'inno non fu più eseguito in pubblico, avendo la Germania unificata assunto come proprio inno Das Lied der Deutschen ("il canto dei tedeschi"), nella forma già adottata dalla Germania occidentale.
Siccome le metriche di Das Lied der Deutschen e di Auferstanden aus Ruinen sono (intenzionalmente) identiche, essendo basate entrambe sull'inno popolare austroungarico di Haydn, è possibile cantare l'una sulla musica dell'altra.
La canzone fa riferimento all'unità tedesca (un ideale molto antecedente alla divisione a seguito della seconda guerra mondiale), e perciò dopo la costruzione del muro di Berlino il testo non sembrò più opportuno alle autorità della Germania orientale, che con il passaggio del potere a Erich Honecker, all'inizio degli anni settanta, si limitarono a eseguire solo la versione strumentale dell'inno.
Nonostante non venga più suonato dopo la riunificazione tedesca, l'inno rimase impresso nella cultura di massa, diventando uno degli aspetti più ricorrenti dell'Ostalgie.